# Аоме (муниципалитет)
Аоме (исп. Ahome) — муниципалитет в Мексике, штат Синалоа, с административным центром в городе Лос-Мочис. Численность населения, по данным переписи 2010 года, составила 416299 человек.

## Общие сведения
Название Ahome с языка науатль можно перевести как смешивание двух вод (это происходит в Калифорнийском заливе, в месте впадения реки Фуэрте). По другой версии название можно перевести как народ, рождённый здесь.
Площадь муниципалитета равна 3995 км², что составляет 6,96 % от площади штата. На востоке он граничит с другими муниципалитета штата Синалоа — Эль-Фуэрте и Гуасаве, на севере он граничит с другим штатом Мексики — Сонора, а на юге и западе омывается водами Калифорнийского залива.

## Учреждение и состав
Муниципалитет был образован в 1917 году, в его состав входят 339 населённых пунктов:
| Код INEGI | Населённый пункт                                          | Численность населения (2005 год) | Численность населения (2010 год) |
| --------- | --------------------------------------------------------- | -------------------------------- | -------------------------------- |
| 001       | Всего                                                     | 388344                           | 416299                           |
| 0001      | Лос-Мочис (исп. Los Mochis) (административный центр)      | 231977                           | 256613                           |
| 0070      | Аоме (исп. Ahome)                                         | 10840                            | 11331                            |
| 0160      | Игера-де-Сарагоса (исп. Higuera de Zaragoza)              | 8976                             | 9555                             |
| 0240      | Тополобампо (исп. Topolobampo)                            | 6032                             | 6361                             |
| 0227      | Сан-Мигель-Сапотитлан (исп. San Miguel Zapotitlán)        | 5873                             | 6048                             |
| 0083      | Багохо-Колективо (исп. Bagojo Colectivo)                  | 4538                             | 4997                             |
| 0156      | Густаво-Диас-Ордас (исп. Gustavo Díaz Ordaz (El Carrizo)) | 4677                             | 4926                             |
| 0136      | Эль-Эстеро (исп. El Estero (Juan José Ríos))              | 4280                             | 4385                             |
| 0120      | Компуэртас (исп. Compuertas)                              | 4088                             | 4156                             |

## Экономическая деятельность
По статистическим данным 2000 года, работоспособное население занято по секторам экономики в следующих пропорциях: сельское хозяйство, скотоводство и рыбная ловля — 21,7 %, промышленность и строительство — 19,8 %, сфера обслуживания и туризма — 55,4 %, прочее — 3 %.

## Инфраструктура
По статистическим данным 2010 года, инфраструктура развита следующим образом:
- электрификация: 99,1 %;
- водоснабжение: 98,7 %;
- водоотведение: 93,4 %.

## Туризм
Основные достопримечательности:
- множество монументов и памятников;
- региональный общественный музей Валье-дель-Фуэрте;
- живописный порт Тополобампо, острова Патос и Фаральон-де-Сан-Игнасио с природным заповедником морской фауны;
- ботанический сад в Лос-Мочис, с 80 тысячами растений.

## Фотографии
- Церковь в Аоме
- Пляжный отдых в Эль-Мавири
- На подъезде к Сан-Мигель-Сапотитлану